# Маунтин Лоџ Парк (Њујорк)
Маунтин Лоџ Парк (енгл. Mountain Lodge Park) насељено је место без административног статуса у америчкој савезној држави Њујорк.

## Демографија
По попису из 2010. године број становника је 1.588.
| Група             | 2000.    | 2010.         |
| Белци             | 0 (0,0%) | 1.139 (71,7%) |
| Афроамериканци    | 0 (0,0%) | 79 (5,0%)     |
| Азијати           | 0 (0,0%) | 15 (0,9%)     |
| Хиспаноамериканци | 0 (0,0%) | 287 (18,1%)   |
| Укупно            | 0        | 1.588         |